# Suseo-dong
Suseo-dong (koreanska: 수서동) är en stadsdel i stadsdistriktet Gangnam-gu i Sydkoreas huvudstad Seoul.  